# Thiembronne
Thiembronne (Nederlands: Teenbronne) is een gemeente in het Franse departement Pas-de-Calais (regio Hauts-de-France) en telt 621 inwoners (1999). De plaats maakt deel uit van het arrondissement Sint-Omaars.

## Naam
De plaatsnaam heeft een Oudnederlandse herkomst. De eerste vermeldingen van de plaatsnaam zijn namelijk uit 960 en luiden: "Tembroina" en "Tenbrona". De plaatsnaam is een samenstelling, waarbij de betekenis van het eerste deel onduidelijk is en het tweede deel van de naam verwijst naar een bron.

## Geografie
De oppervlakte van Thiembronne bedraagt 23,0 km², de bevolkingsdichtheid is 27,0 inwoners per km².
De onderstaande kaart toont de ligging van Thiembronne met de belangrijkste infrastructuur en aangrenzende gemeenten.

## Demografie
Onderstaande figuur toont het verloop van het inwonertal (bron: INSEE-tellingen).